# Yeom Eun-hyeon
Yeom Eun-hyeon, conosciuto anche con il nome giapponese di Ren Ingen (염은현?, 廉殷鉉?, Ingen Ren; 22 febbraio 1914 – Seul, 19 gennaio 1999), è stato un cestista giapponese, successivamente sudcoreano.

## Carriera
Con il Giappone ha partecipato alle Olimpiadi del 1936.